# المتلوي (فرع العدين)

تعديل مصدري - تعديل

المتلوي محلة تابعة لقرية الضاحتين، التابعة لعزلة العاقبة بمديرية فرع العدين إحدى مديريات محافظة إب في الجمهورية اليمنية، بلغ تعداد سكانها 27 حسب تعداد اليمن لعام 2004.